# Coccothrinax
Coccothrinax es un género de palmeras de la familia Arecaceae. En los países de origen, guano es uno de los nombres más comunes aplicado a las especies de Coccothrinax. Las especies son nativas del Caribe, de las Bahamas, del extremo sur de Florida y del extremo sudeste de México, la mayoría de las especies son endémicas de la isla de Cuba.
Coccothrinax es un género de palmeras de crecimiento lento y muchas especies están pobremente representadas en cultivo. Las colecciones más grandes están en el Fairchild Tropical Botanical Garden. , en Miami, Florida, Jardín Botánico Nacional en La Habana, Cuba, y en el Palmetum de Santa Cruz de Tenerife en las Islas Canarias, España.

## Taxonomía
El género fue descrito por Charles Sprague Sargent y publicado en Botanical Gazette 27: 87. 1899.
Etimología
Coccothrinax: nombre genérico compuesto con las palabras cocco y trinax por el fruto y el género Thrinax.

## Especies
Se han descrito las siguientes especies de Coccothrinax, según los nombres aceptados en la "Lista de Monocotiledóneas del mundo"  albergada por el Real Jardín Botánico de Kew, Londres. Esta lista no incluye subespecies.
- Coccothrinax acuminata (Griseb. & H.L.Wendl.) K.Schum.
- Coccothrinax acunana León
- Coccothrinax alexandri León
- Coccothrinax alta (O.F.Cook) Becc.
- Coccothrinax argentata (Jacq.) L.H.Bailey Florida silver palm, Silver palm, Silver thatch palm, Biscayne palm, Palma de plata de Florida, Yuruguana de costa, Palmicha.
- Coccothrinax argentea (Lodd. ex Schult. & Schult.f.) Sarg. ex Becc. Broom palm, Hispaniolan silver palm, Silver thatch palm, Guano, Latanye maron, Latanye savanna, Palmera plateada de La Hispaniola, Guanito, Guano de escoba.
- Coccothrinax baileyana O.F.Cook
- Coccothrinax baracoensis Borhidi & O.Muñiz
- Coccothrinax barbadensis Becc. Barbados silver palm, Silver palm, Thatch palm, Lesser Antilles silver thatch palm, Tyre palm, Palma de abanico.
- Coccothrinax bermudezii León
- Coccothrinax borhidiana O.Muñiz Borhidi's guano palm.
- Coccothrinax boschiana Mejía &  R.G.García
- Coccothrinax camagueyana Borhidi & O.Muñiz
- Coccothrinax clarensis León
- Coccothrinax concolor Burret
- Coccothrinax crinita Becc. Palma petate, Guano barbudo, Guano petate.
- Coccothrinax cupularis (León) Borhidi & O.Muñiz
- Coccothrinax ekmanii Burret Gouane palm
- Coccothrinax elegans O.Muñiz & Borhidi
- Coccothrinax fagildei Borhidi & O.Muñiz Fagilde's Palm.
- Coccothrinax fragrans Burret Yuraguana
- Coccothrinax garciana León
- Coccothrinax gracilis Burret
- Coccothrinax guantanamensis (León) O.Muñiz & Borhidi
- Coccothrinax gundlachii León Yuruguana
- Coccothrinax hiorami León
- Coccothrinax inaguensis Read
- Coccothrinax jamaicensis Read
- Coccothrinax leonis O.Muñiz & Borhidi
- Coccothrinax litoralis León
- Coccothrinax macroglossa (León) Borhidi & O.Muñiz
- Coccothrinax microphylla Borhidi & O.Muñiz
- Coccothrinax miraguama (Kunth) Becc. Miraguano, Miraguama, Biraguano, Yuraguano, Guanito, Miraguama palm.[8]
- Coccothrinax moaensis (Borhidi & O.Muñiz) O.Muñiz
- Coccothrinax montana Burret
- Coccothrinax munizii Borhidi
- Coccothrinax muricata León
- Coccothrinax nipensis Borhidi & O.Muñiz
- Coccothrinax orientalis León, O.Muñiz & Borhidi
- Coccothrinax pauciramosa Burret
- Coccothrinax proctorii Read
- Coccothrinax pseudorigida León
- Coccothrinax pumila Borhidi & J.A.Hern.
- Coccothrinax readii H.J.Quero palmera plateada mexicana.
- Coccothrinax rigida Becc.
- Coccothrinax salvatoris León
- Coccothrinax saxicola León
- Coccothrinax scoparia Becc.
- Coccothrinax spissa L.H.Bailey Guano o Guanito de Paya (Endémico de la isla La Española)[9]
- Coccothrinax torrida C.Morici & R.Verdecia[10]
- Coccothrinax trinitensis Borhidi & O.Muñiz
- Coccothrinax victorini León
- Coccothrinax yunquensis Borhidi & O.Muñiz
- Coccothrinax yuraguana (A.Rich.) León Yuraguana